# Map Room

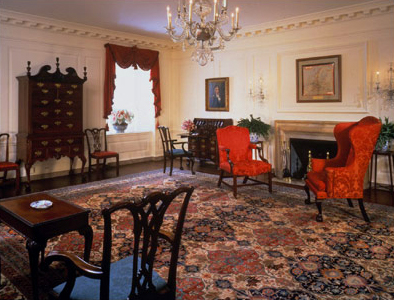
La Map Room sous la présidence de Bill Clinton.

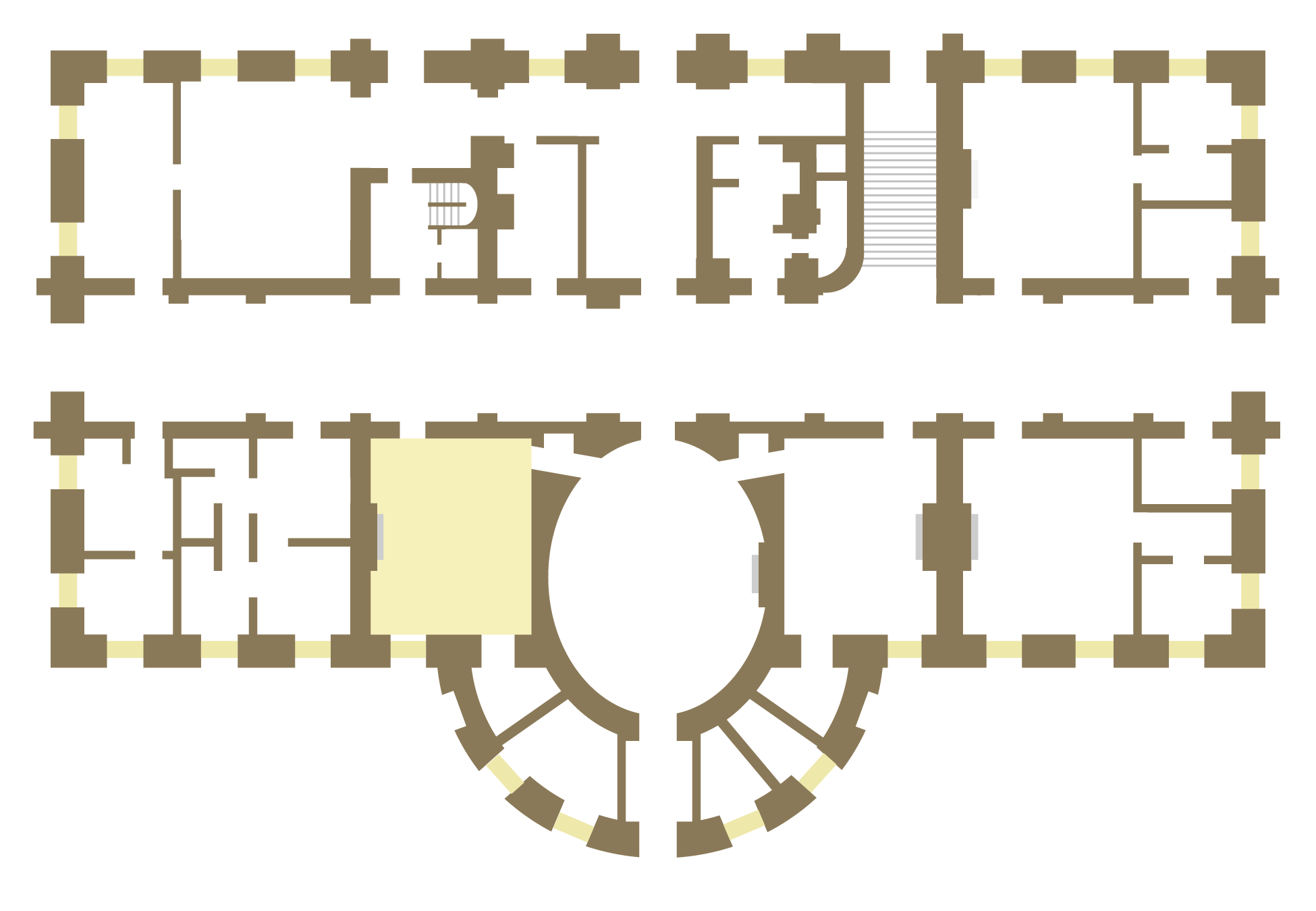
Rez-de-chaussée de la Maison-Blanche avec la localisation de la Map Room.

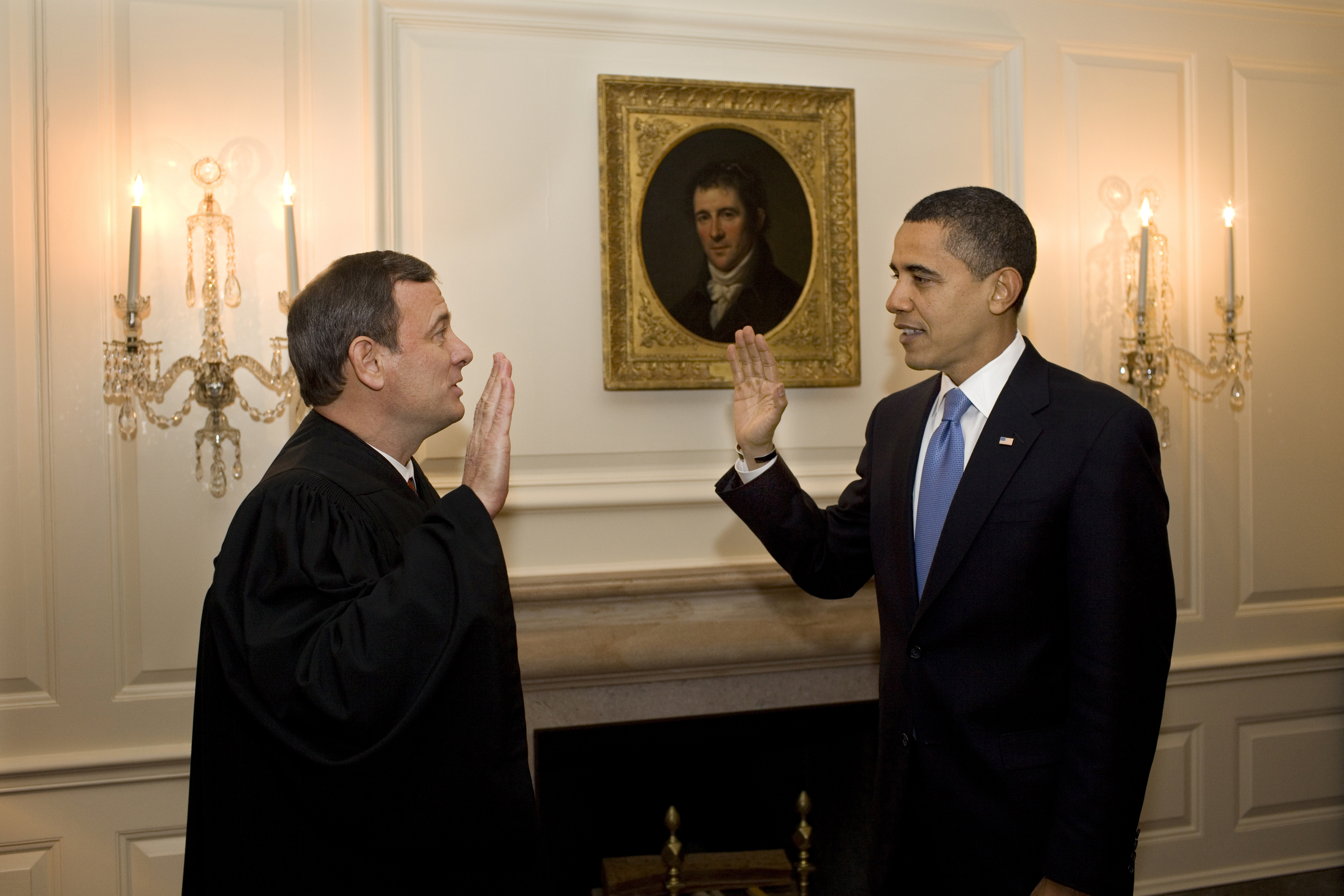
Seconde prestation de serment de Barack Obama devant le président de la Cour suprême John G. Roberts.

La Map Room (en français, Salle des Cartes) est le nom de l'une des pièces de la Maison-Blanche, résidence du président des États-Unis.
De forme rectangulaire, elle se trouve au rez-de-chaussée de la Résidence exécutive (le corps central de la Maison Blanche), mitoyenne de la Diplomatic Room, un salon ovale qui sert aux réceptions diplomatiques.

## Histoire
La salle prit son nom par l'usage qu'en fit lors de la Seconde Guerre mondiale Franklin Roosevelt en y consultant les cartes et y accueillant ses généraux pour les débriefings militaires et de renseignement sur la situation du front (dans ce rôle, elle sera plus tard remplacée par la Situation Room, située dans le sous-sol de l'aile Ouest).
La pièce est réaménagée lors de la grande rénovation de la Maison-Blanche par le cabinet d'architecture McKim, Mead and White sous l'administration de Theodore Roosevelt. Ancienne pièce de billard, elle fut transformée en un espace plus formel. Lors de la reconstruction Truman de la Maison Blanche (1949-1952), la pièce est refaite dans un style fin Géorgien avec du bois provenant des anciennes poutres maitresses de la construction de 1816. Sous l'administration Kennedy, la pièce est utilisée par le conservateur de la Maison-Blanche, fonction nouvellement créée, pour y recevoir et cataloguer les donations de meubles et d'objets faites à la Maison-Blanche. La pièce fut redécorée en 1970 et de nouveau en 1994.
L'actuelle Map Room est meublée dans le style de l'ébéniste anglais Thomas Chippendale et comprend deux fauteuils au dossier rembourré qui ont été fabriqués par un ébéniste de Philadelphie, Thomas Affleck. Aujourd'hui la pièce est utilisée principalement pour des interviews télévisées, comme salons de thé ou pour de petites réceptions.

## Évènements notables
- Le 17 août 1998, Bill Clinton y témoigna devant le procureur indépendant Kenneth Starr et ses adjoints sur son rôle dans l'affaire Monica Lewinsky. Cet entretien fut enregistré par vidéo puis plus tard diffusé sur les chaines nationales américaines. Clinton fut le premier président en exercice à témoigner sous serment alors qu'il faisait l'objet d'une enquête.
- Le 21 janvier 2009, le lendemain de l'investiture de Barack Obama, le président de la Cour suprême John Roberts reçut de nouveau la prestation de serment présidentielle (Obama et le président de la Cour suprême ayant inversé un mot lors de la prestation officielle la veille, jour de l'investiture, le conseiller juridique de la Maison-Blanche avait par sécurité conseillé cette seconde prestation de serment).

## Source
- (en) Cet article est partiellement ou en totalité issu de l’article de Wikipédia en anglais intitulé « Map Room » (voir la liste des auteurs).

### Littérature
- Murder in the Map Room, Elliot Roosevelt, 1999  (ISBN 0312967640)